# АКИpress
ИА АКИpress — первое независимое информационное агентство в Кыргызстане. Образовано в 2000 году на базе экономического издания АКИpress.

## История
Информационное агентство АКИpress было открыто в 2000 году, когда «Агентство коммерческой информации «Кыргызстан»» 19 июня зарегистрировало домен www.akipress.org. Некоторое время сайт работал в тестовом режиме и поддерживался редакцией экономического журнала АКИpress, который существовал с середины 90-х годов. Через некоторое время первое в Кыргызстане негосударственное информационное агентство начало полноценно функционировать.
В 2002 году при агентстве открылся первый в стране независимый пресс-центр.
Отличием агентства АКИpress является коммерческая направленность деятельности — АКИpress зарабатывает на платном доступе к архивам (при этом первые несколько суток все новости находятся в свободном доступе) и продаже рекламных площадей на своих сайтах.

## Структура
Ежедневно на веб-сайтах информагентства публикуются до 500 единиц материалов о последних событиях в Кыргызстане, включая политические, экономические, социальные, научные, культурные, дипломатические, спортивные новости. Режим работы — круглосуточный.
В настоящее время агентство АКИpress имеет несколько дочерних информационных сайтов, в числе которых экономическое издание Tazabek, портал региональных новостей Turmush, сайт новостей от читателей «Репортёр», сайт криминальной хроники «Сводка», а также «Sport АКИpress», «Культура», «Здравоохранение», «Билим» (Образование), «Экология», АКИ-TV и т.д. Агентство имеет полноценную версию на английском языке - AKIpress news agency (англ.).
При участии АКИpress в 2007 году создан портал CentralAsia.media, покрывающий страны центрально-азиатского региона.
Кроме того, в составе агентства работает также справочная служба, включающая проекты «Кто есть Кто в Кыргызстане и Центральной Азии», «Сайт бесплатных объявлений Doska.kg и Auto.Doska.kg», а также онлайн-маркет aMart.kg.
Несколько лет работает проект «Сказки Небесной Бешбармакии».
Также АКИpress поддерживает молодежный развлекательный сайт Limon.kg и видеосервис BulBul.kg.

## Посещаемость
Осенью 2016 года количество уникальных пользователей впервые превысило отметку в 2 миллиона в месяц. Такие данные приводит Google Analytics.
На следующий год АКИpress вновь показал значительный рост своей аудитории. По данным Google Analytics, за 11 месяцев 2017 года сайты АКИpress посетили свыше 15 млн уникальных пользователей, общее количество просмотренных страниц превысило отметку в 222 миллиона.
В 2020 году сайты АКИpress посетили 27,7 млн уникальных пользователей, общее количество просмотренных страниц - 436 миллионов.
В 2022 году сайты АКИpress посетили 38,9 млн уникальных пользователей, общее количество просмотренных страниц - 273 миллиона.
При этом ежедневная аудитория в будние дни не опускается ниже 300 тысяч уникальных пользователей (в дни беспорядков в 5-6 октября 2020 года этот показатель составил 691 тысячу уникальных пользователей).

## Присутствие в социальных сетях
АКИpress активно представлен в популярных в стране социальных сетях — YouTube, Facebook, Твиттер и Instagram.
Самую большую аудиторию в социальных сетях АКИpress имеет в YouTube. Канал АКИpress news, по данным на 20 января 2025 года, имеет 1 млн 380 тысяч подписчиков (канал верифицирован).
Страница АКИpress в Instagram тоже миллионник — в январе 2025 года количество подписчиков перевалило за 1 миллион (страница верифицирована).
Количество пользователей Facebook, которые следят за аккаунтом АКИpress, составляет 167 тысяч (страница верифицирована).
Канал @akipress в мессенджере Telegram имеет более 40 тысяч подписчиков (канал верифицирован).
Канал @akipresskg на платформе TikTok имеет 135 тысяч подписчиков.
Аккаунт АКИpress в Твиттере имеет больше 11 тысяч подписчиков.

## Руководство
В настоящее время генеральным директором ИА АКИpress является Сагинбаева Алина Уларбековна.